# 静岡鉄道秋葉線
秋葉線（あきはせん）は、静岡県袋井市の新袋井駅から周智郡森町の遠州森町駅までを結んでいた静岡鉄道（静鉄）の軌道線（路面電車）。
1962年（昭和37年）に廃止された。

## 概要
国鉄袋井駅前の新袋井駅から森街道沿いに線路が敷かれ、袋井市の中心市街地を通り抜け、市の北部にある山梨という集落を経由し、ここから北東に向きを変えて森町に至るルートであった。専用軌道と未舗装の併用軌道が混在していた。
電化後は全長9メートル程度の小型電車が客車や貨車を牽引していた。起点の新袋井駅は国鉄袋井駅前に立地していたが、プラットホームは貨物専用で、一般乗客は木製の踏み台を使って乗降していた。

### 路線データ
1962年9月の廃止時点のもの
- 路線距離（営業キロ）：12.1km（本線）、1.1km（可睡支線）
- 軌間：1067mm
- 複線区間：なし（全線単線）
- 電化区間：全線（直流600V）

## 歴史
森町をはじめとする周智郡各地で生産される茶や果物などの農産物を東海道本線の駅へ輸送する目的で、1902年（明治35年）に秋葉馬車鉄道により軌間762mmの馬車鉄道線として開業した。また1911年（明治44年）には袋井市内にある可睡斎への参拝客輸送を目的として、可睡口 - 可睡（かすい）間の支線も開業させた。
第一次世界大戦による好景気を受けて馬車鉄道による輸送力に限界を生じ、輸送力増強のため電化を計画したが、小資本と大戦終結後の不況により自社では実現できず、1923年（大正12年）に静岡電気鉄道に吸収合併されたのち電化と1067mm軌間への改軌を実施した。
1943年（昭和18年）に戦時統制の国策により静岡鉄道が成立し、同社の一路線となった。1945年（昭和20年）には可睡支線が休止となる（その後再開せず）。
太平洋戦争終戦直後の食糧不足の時期には沿線の農村に向かう買出し客が殺到し、車両の屋根に乗客が乗るほどであったが、1950年代以降はモータリゼーションにより輸送量が減少した。『文藝春秋』1962年4月号において「石松電車がんばる！茶畠の中を走って60年」という記事で紹介されたが、同年9月に秋葉線は廃止された。同区間は自社の代替バスに転換されたが、1996年のバス事業分社化に伴い、現在は秋葉バスサービスが代替路線を運行している。

### 年表
- 1897年（明治30年）11月 - 現在の袋井 -遠州森町間に乗合馬車が開業。それまでの関東方面からの秋葉山本宮への参詣経路を掛川から袋井に変化させ、所要時間短縮に大いに寄与したという記録が残る[2]。
- 1902年（明治35年）12月28日 - 秋葉馬車鉄道により、笠西村（後、袋井駅前→新袋井） - 遠州森町間が馬車鉄道線として開業[3]。
- 1911年（明治44年）12月28日 - 可睡支線が開通。
- 1919年（大正8年）12月 - 駿遠電気の役員によって秋葉鉄道株式会社が設立。
- 1922年（大正11年）11月 - 秋葉鉄道が、秋葉自動車（のちの秋葉自動車運輸商会）に乗客を急速に奪われた秋葉馬車鉄道を吸収合併[4]。
- 1923年（大正12年）2月28日 - 駿遠電気が静岡電気鉄道に改称され、3月12日に秋葉鉄道の合併が認可された。これにより、静岡電気鉄道秋葉線となった。[5][6]
- 1925年（大正14年）- 新袋井 - 可睡間を、軌間1067mmの電気鉄道へ改める。
- 1926年（大正15年）12月25日 - 全線の改軌と電化完成。
- 1943年（昭和18年）5月15日 - 静岡電気鉄道、中遠鉄道、藤相鉄道、静岡乗合自動車、静岡交通自動車の5社合併により静岡鉄道が発足し、これにより静岡鉄道秋葉線となった。
- 1944年（昭和19年）12月7日 - 昭和東南海地震により、全線が大きな被害を受ける。
- 1945年（昭和20年）1月31日 - 可睡支線、可睡口 - 可睡間を休止。
- 1962年（昭和37年）9月20日 - 全線が廃止され、静岡鉄道自動車部により代行バスとして秋葉線の運行が開始。

## 運行概況
- 所要時間：袋井駅前（後、新袋井） - 遠州森町間43分、可睡口 - 可睡間3分（1940年3月改正時）
- 運行間隔：全区間ほぼ毎時1・2本（1940年3月改正時）

## 車両
秋葉線の車両は客貨車問わずすべて木造車である。電動客車はいずれも小型の路面電車タイプの車両で、当初はヴェスティビュール付きだがドアなしのオープンデッキであった。ブレーキは手ブレーキを常用。単行もしくは客車・貨車1両を牽引して運行された。電化開業から廃線までリンクとバッファーを装備した連結器を使い続け、終点では機回しを行って電動車と付随車を入れ替えした。
山梨駅の車庫は工場併設で、最末期まで車両の設備更新を積極的に実施した。ドアなしのオープンデッキだった電動客車・電動貨車と付随客車ハ3に後年ドアを取り付け（モハ7（初代）を除く。）、モハ3（2代）・ハ3・ハ5（2代）の二重屋根（ダブルルーフ）を丸屋根に改造した。集電装置はトロリーポールをシングルで用いたが1959年にトロリーポールをYゲルに改造し、一部車両は1961年にパンタグラフ化を実施、さらにモハ6・モハ7（2代）・モハ8をボギー車化改造した。
以下、改番・改造履歴を含め各車両について記す。
電車
- モハ1（初代） -モハ3（初代）: 天野工場製。1920年玉川電気軌道から譲受。1925年の当線電化開業までの消息は不詳。モハ2（初代）、モハ3（初代）は1948年廃車、モハ1（初代）は1950年電装解除してハ5（初代）になった。
- モハ1（2代） - モハ3（2代） : 1925年鶴見木工所製。静岡清水地区で10・11・12の車番で使用されたのち1942年当線に転入。1948年にモハ1（初代） - 3（初代）と入れ替わる形で10・11・12→モハ1（2代）・モハ2（2代）・モハ3（2代）と改番。1959年にトロリーポールをYゲル化、モハ3（2代）は1961年にパンタグラフ化。
- モハ5・モハ6・モハ7（初代）: 1925年日本車輌製。モハ7（初代）は事実上の休車状態で保管中にモハ9に改番の上1956年廃車→電装解除してハ5（2代）に振り替え（無認可）。モハ5・モハ6は1959年にトロリーポールをYゲル化、1961年にYゲルのポール部に関節を設け2機を向い合せに接合してパンタグラフ化。モハ6は1960年台車をブリル27GE-1に交換してボギー車化。
- モハ7（2代）・モハ8 : 1926年日本車輌製。元モハ10・モハ11。1954年改番してモハ7（2代）・モハ8。1959年日本車輌S形単台車を切断・接合して重ね板ばねによる枕ばねとスイングボルスターを装備した自社工場製ボギー台車に交換してボギー車化。1959年にトロリーポールをYゲル化、1961年にパンタグラフ化。
- デ3・デ5→デワ1 : 有蓋電動貨車、1924年日本車輌製。静岡電気鉄道（現静岡鉄道静岡清水線）で使用されたのち1927年当線に転入。当初はデ3・デ5。デ3は1948年廃車。デ5は1954年に改番されてデワ1。1957年に存在が確認できるが秋葉線廃線を待たず廃車された。静岡電気鉄道デ10形電車、水浜電車1・ 2（有蓋電動貨車）と同型。

客車
- ハ1 - 3 : 天野工場製。モハ1（初代） - 3（初代）と共に1920年玉川電気軌道より譲受。駿遠電気→静岡電気鉄道の別路線（のちの静岡清水線および静岡市内線か）で使用されたのち1926年に当線に転属。元はサハ1 - 3と称し、1954年ハ1 - 3に改番。
- ハ5（初代）: 旧モハ1（初代）。天野工場製。1920年玉川電気軌道より譲受。1950年電装解除して客車化。ハ5（2代）と振り替えて廃車（無認可）。
- ハ5（2代）: 旧モハ7（初代）→改番で旧モハ9（初代）を1956年廃車→電装解除してハ5（2代）に振り替え（無認可）。

貨車
- ワフ1 - 3 : 有蓋車、1925年日本車輌製。
- トフ1 - 3 : 無蓋車、1925年日本車輌製。

全線廃止後、一部の車両については、台車やパンタグラフなどの機器が取り外され、沿線の事業所・幼稚園・個人に車体のみが引き取られた。それらは休憩所や倉庫などとして再利用するためのもので、年月の経過とともに解体処分されていったが、このうちの1両・モハ7（2代）は当初袋井市内を転々とし、後に森町の自動車整備会社に設置され、従業員の休憩室として使用されていたところを袋井市職員が偶然発見し、1991年に袋井市に引き取られ、現在市役所の倉庫に収蔵されている。当初は復元の予定があったが、現在諸事情によって実現していない。

## 停留所
廃止時点
本線
新袋井（しんふくろい） - 袋井町（ふくろいちょう） - 永楽町（えいらくちょう） - 一軒家（いっけんや） - 可睡口（かすいぐち） - 平宇（ひらう） - 山科学校前（やましながっこうまえ） - 下山梨（しもやまなし） - 山梨（やまなし） - 市場（いちば） - 天王（てんおう） - 飯田（いいだ） - 観音寺（かんのんじ） - 福田地（ふくでんじ） - 戸綿口（とわたぐち） - 森川橋（もりかわばし） - 遠州森町（えんしゅうもりまち）
可睡支線 1945年1月に休止
可睡口（かすいぐち） - 可睡（かすい）

## 接続路線
- 新袋井：国鉄東海道本線（袋井駅）・静岡鉄道駿遠線（社袋井駅）

## 廃線後の状況
元々の路線が併用軌道であったこともあり、大部分の区間が道路に転用されているほか、区画整理によって線路跡自体が消滅している所も存在する。線路跡として明確に判る部分は、袋井町 - 永楽町間の沖ノ川橋梁が道路橋に転用されている程度である。なお袋井駅前には、駅前の再開発事業に伴い解体撤去されるまでは秋葉線の駅舎がバスの待合室兼案内所として存置されており、改札口のラッチなどもそのまま残っていた。原野谷川に掛かる橋梁も、廃止後長らく歩行者と自転車専用道路に転用されていたが、1985年頃の台風による増水で一部が流失し、その後撤去され現存しない。
秋葉バスサービスの本社車庫は秋葉線の遠州森町駅跡に位置する。
2014年（平成26年）11月30日、JR東海東海道本線の袋井駅の新駅舎が完成し、北口は秋葉線の起点駅があったことから『秋葉口』という愛称が付けられた。

## 秋葉線が登場する作品
内田康夫の推理小説『箱庭』に森町界隈が登場した。